# Victoria Eli Rodríguez
Victoria Eli Rodríguez (* 1945) ist eine kubanische Musikwissenschaftlerin und -pädagogin.

## Leben
Sie begann ihr Musikstudium am Conservatorio Internacional in Havanna bei María Luisa Martínez und hatte dort Klavierunterricht bei María Jones de Castro. Daneben studierte sie das kubanische und europäische Klavierrepertoire bei Zenaida Romeu. Sie setzte ihre Ausbildung am Conservatorio Amadeo Roldán bei Waldina Cortina, Edgardo Martín und Carmen Valdés fort und absolvierte ein Postgraduiertenstudium bei José Ardévol, José Loyola, Roberto Valera, Odilio Urfé und Argeliers León. 1976 begann sie ein Studium der Musikwissenschaft am  Instituto Superior de Arte. An der Humboldt-Universität zu Berlin promovierte sie 1987 bei Heinz Alfred Brockhaus mit der Arbeit La creación musical en Cuba (1959–1980).
Ihre musikalische Laufbahn begann Eli 1960 mit experimentellem Klavierunterricht für vier- bis fünfjährige Kinder. Sie unterrichtete dann Klavier und verschiedene musiktheoretische Fächer u. a. am Conservatorio Internacional, am Conservatorio Alejandro García Caturla, an der Escuela de Cuadros des Kulturministeriums und an der Musikfakultät des Instituto Superior de Arte. Ab 1978 leitete sie die Abteilung für Grundlagenforschung am Centro de Investigación y Desarrollo de la Música Cubana. Ihre Spezialgebiete waren die Musikgeschichtsschreibung mit einem integrativen Ansatz der Musikethnologie und der historischen Musikwissenschaft sowie die Instrumentenkunde, und sie leitete eine interdisziplinäre Gruppe, die das Werk Instrumentos de la música folclórico-popular de Cuba verfasste. Sie betrieb Feldforschung in Angola, Nikaragua, Guyana, Guadeloupe und Spanien und vergleichende Studien zwischen kubanischer Musik und der Musik afrikanischer und karibischer Länder und gab Musikwissenschaftskurse an Universitäten in Mexiko, Venezuela, Spanien, Chile und Uruguay.
Von 1982 bis 1997 war Eli Professorin für Musikwissenschaft am Instituto Superior de Arte. Ab 1997 war sie Professorin für Musikwissenschaft und -geschichte an der Universidad Complutense in Madrid. 2015 erhielt sie dort den Status einer Profesora Emérita.

## Schriften
- Victoria Eli Rodríguez, Zoila Gómez García: ...haciendo música cubana La Habana, 1989
- Zoila Gómez García, Victoria Eli Rodríguez: Música latinoamericana y caribeña, 1995
- Victoria Eli Rodríguez, Mª de los Ángeles Alfonso: La música entre Cuba y España. Tradición e innovación, 1999
- Marta Rodríguez Cuervo, Victoria Eli Rodríguez: Leo Brouwer: Caminos de la creación, 2009